# Economia del desenvolupament
L'economia del desenvolupament és la branca de la macroeconomia que estudia les causes del creixement econòmic a llarg termini, especialment en els països en vies de desenvolupament. L'estudi inclou l'ús de mètodes matemàtics dels sistemes dinàmics, com ara les equacions diferencials i l'optimització inter-temporal, o una combinació de mètodes quantitatius i qualitatius.
L'economia del desenvolupament també estudia temes relacionats amb el deute dels països del tercer món, i les funcions i operacions d'organitzacions com ara el Fons Monetari Internacional i el Banc Mundial. Molts economistes en aquesta branca d'estudi estan interessats a analitzar els mètodes per a promoure el creixement econòmic estable i sustentable en els països pobres, incloent el millorament dels sistemes educatius dels països de renda més baixa. Els estudis del desenvolupament inclouen aspectes socials i polítics a més d'econòmics.
Les teories més noves del desenvolupament humà han començat a incloure, a més de mesures de desenvolupament humà, mesures de progrés relacionades amb la justícia de la distribució, encara que aquest concepte sigui més normatiu que no pas positiu.

## Micro-desenvolupament
Des de finals dels anys 1990, certs economistes del desenvolupament (especialment, Michael Kremer, Esther Duflo, Ted Miguel, Abhijit Banerjee, Sendhil Mullainathan) han desenvolupat eines per a aprehendre els fets de les polítiques econòmiques al nivell microscòpic i del desenvolupament d'experiències en el terreny com a mètode d'anàlisi de causalitats en economia. Aquests economistes van proposar la teoria de l'avaluació aleatòria i van insistir en projectes a escala micro com una estratègia de desenvolupament eficaç.
Revelada com a instrument empíric, l'aleatorització revitalitzar la disciplina de l'economia del desenvolupament, arribant a parlar fins i tot d'una subdisciplina de l'economia: l'economia del micro-desenvolupament.